# Stilbus aquatilis
Stilbus aquatilis là một loài bọ cánh cứng trong họ Phalacridae. Loài này được LeConte miêu tả khoa học năm 1856.